# Linia kolejowa Liberec – Zawidów
Linia kolejowa Liberec – Zawidów – jednotorowa, regionalna i niezelektryfikowana linia kolejowa w Czechach i w Polsce. Łączy stację Liberec ze stacją Zawidów. Przebiega przez terytorium kraju libereckiego, na terytorium Polski przebiega przez województwo dolnośląskie.